# NGC 6321
NGC 6321 este o galaxie situată în constelația Hercule. A fost descoperită în 14 iulie 1871 de către Édouard Stephan⁠(d).